# Departamento de Mompós
El departamento de Mompós es un extinto departamento de Colombia. Fue creado el 5 de agosto de 1908 y perduró hasta el 1 de enero de 1910, siendo parte de las reformas administrativas del presidente de la república Rafael Reyes respecto a división territorial. El departamento duró poco, pues Reyes fue depuesto en 1909 y todas sus medidas revertidas a finales del mismo año, por lo cual las 34 entidades territoriales creadas en 1908 fueron suprimidas y el país recobró la división política vigente en 1905, desapareciendo entonces Mompós como departamento y siendo reunificado el departamento de Bolívar.

## División territorial
El departamento estaba conformado por las provincias bolivarenses de Magangué y Mompós.
Los municipios que conformaban el departamento eran los siguientes, de acuerdo al decreto 916 del 31 de agosto del año 1908:
- Provincia de Mompós: Mompós (capital), Barranco de Loba, Margarita, Morales, Simití, San Martín de Loba y San Fernando.

- Provincia de Magangué: Magangué (capital), Ayapel, Pinillos, Majagual, Sucre y San Benito.